# MERS-CoV
Mellanöstern respiratoriskt syndrom coronavirus (MERS-CoV), alternativt Betacoronavirus 1, tidigare även EMC/2012 eller HCoV-EMC/2012, är ett virus som initialt också kallades ett "nytt coronavirus" (nCoV) och som den 24 september 2012 rapporterades av den egyptiska virologen Ali Mohamed Zaki i Jidda, Saudiarabien på ProMED-mail (Program for Monitoring Emerging Diseases) Virionerna (en fullständig viruspartikel) har diametern 120–160 nm.
MERS-CoV klassificeras som tillhörig ICTV-ordning Nidovirales och Baltimore-grupp IV: (+)ssRNA och orsakar "Mellanöstern respiratoriskt syndrom", Mers (Middle East Respiratory Syndrome).
Den 9 september 2013, bad den saudiska regeringen "gamla och kroniskt sjuka muslimer att undvika hajj detta år" och man släppte in endast ett begränsat antal personer i landet. Under maj månad 2014 bekräftade även USA sitt första offer som efter vistelse i just Saudiarabien senare vid hemkomsten snabbt hade insjuknat.